# Sommer-Paralympics 1968/Tischtennis
Bei den Sommer-Paralympics 1968 in Tel Aviv wurden in insgesamt 15 Wettbewerben im Tischtennis Medaillen vergeben. Es wurden Einzel- und Doppelwettbewerbe ausgetragen.

## Klassen
Es wurden vier Klassen beim Tischtennis unterschieden. Die Frauen spielten im Einzel in den Klassen A1, A2, B und C, sowie in den Klassen A2, B und C im Doppel. Die Männer spielen im Einzel wie auch im Doppel in den Klassen A1, A2, B und C.

## Medaillengewinner Frauen

### Einzel
Klasse A1
| Platz | Land               | Spieler        |
| ----- | ------------------ | -------------- |
| 1     | Niederlande        | Noordam        |
| 2     | Irland             | White          |
| 3     | Vereinigte Staaten | Moore          |
| 3     | Rhodesien          | Sandra Coppard |

Klasse A2
| Platz | Land      | Spieler            |
| ----- | --------- | ------------------ |
| 1     | Israel    | Angel              |
| 2     | Norwegen  | Tora Lysoe         |
| 3     | Südafrika | Hattingh           |
| 3     | Irland    | Rosaleen Gallagher |

Klasse B
| Platz | Land                   | Spieler        |
| ----- | ---------------------- | -------------- |
| 1     | Österreich             | R. Kuhnel      |
| 2     | Israel                 | M. Escapa      |
| 3     | Österreich             | Ingrid Voboril |
| 3     | Vereinigtes Königreich | Marsham        |

Klasse C
| Platz | Land                   | Spieler      |
| ----- | ---------------------- | ------------ |
| 1     | Schweden               | Lindstrom    |
| 2     | Vereinigtes Königreich | Carol Bryant |
| 3     | Belgien                | Lampo        |
| 3     | Israel                 | Mishani      |

### Doppel
Klasse A2
| Platz | Land                   | Spieler                  |
| ----- | ---------------------- | ------------------------ |
| 1     | Israel                 | Angel Tora Lysoe         |
| 2     | Vereinigtes Königreich | Ruth Brooks Levers       |
| 3     | Vereinigte Staaten     | Gorman Moore             |
| 3     | Irland                 | White Rosaleen Gallagher |

Klasse B
| Platz | Land                   | Spieler                       |
| ----- | ---------------------- | ----------------------------- |
| 1     | Österreich             | Ingrid Voboril R. Kuhnel      |
| 2     | Vereinigtes Königreich | Gwen Buck Marsham             |
| 3     | Vereinigtes Königreich | J. Swann Finnegan             |
| 3     | Italien                | Gabriella Monaco Elena Monaco |

Klasse C
| Platz | Land                   | Spieler                         |
| ----- | ---------------------- | ------------------------------- |
| 1     | Vereinigtes Königreich | Carol Bryant Barnard            |
| 2     | Australien             | Marion O’Brien Elaine Schreiber |
| 3     | Belgien                | Lampo Bruyndonck                |
| 3     | Italien                | Irene Monaco Rosaria La Corte   |

## Medaillengewinner Männer

### Einzel
Klasse A1
| Platz | Land               | Spieler           |
| ----- | ------------------ | ----------------- |
| 1     | Niederlande        | Post              |
| 2     | Norwegen           | Jan Erik Stenberg |
| 3     | Schweiz            | Rainer Kueschall  |
| 3     | Vereinigte Staaten | McNichol          |

Klasse A2
| Platz | Land           | Spieler       |
| ----- | -------------- | ------------- |
| 1     | BR Deutschland | Manfred Emmel |
| 2     | Schweden       | Nilsson       |
| 3     | Österreich     | Walter Sailer |
| 3     | Israel         | J. Sharav     |

Klasse B
| Platz | Land                   | Spieler           |
| ----- | ---------------------- | ----------------- |
| 1     | Vereinigtes Königreich | P. Lyall          |
| 2     | BR Deutschland         | Heinz Simon       |
| 3     | Vereinigtes Königreich | G. Monoghan       |
| 3     | Italien                | Giovanni Ferraris |

Klasse C
| Platz | Land    | Spieler            |
| ----- | ------- | ------------------ |
| 1     | Israel  | Baruch Hagai       |
| 2     | Belgien | Richard de Zutter  |
| 3     | Irland  | Jimmy Gibson       |
| 3     | Italien | Giovanni Berghella |

### Doppel
Klasse A1
| Platz | Land               | Spieler         |
| ----- | ------------------ | --------------- |
| 1     | Vereinigte Staaten | McNichol Dunn   |
| 2     | Niederlande        | Post Noordam    |
| 3     | Vereinigte Staaten | Crase Donaldson |

Klasse A2
| Platz | Land                   | Spieler                       |
| ----- | ---------------------- | ----------------------------- |
| 1     | Vereinigtes Königreich | Taylor S. Bradshaw            |
| 2     | BR Deutschland         | Manfred Emmel Gert Tullius    |
| 3     | Schweiz                | Andreas Senn Rainer Kueschall |
| 3     | Israel                 | J. Sharav Gabriel             |

Klasse B
| Platz | Land                   | Spieler                            |
| ----- | ---------------------- | ---------------------------------- |
| 1     | BR Deutschland         | Heinz Simon Fritz Krimmel          |
| 2     | Vereinigtes Königreich | G. Monoghan P. Lyall               |
| 3     | Italien                | Giovanni Ferraris Federico Zarilli |
| 3     | Israel                 | Abeles Gamishida                   |

Klasse C
| Platz | Land           | Spieler                             |
| ----- | -------------- | ----------------------------------- |
| 1     | Israel         | Baruch Hagai Arieh Rubin            |
| 2     | Belgien        | Richard de Zutter Stevens           |
| 3     | Italien        | Aroldo Ruschioni Giovanni Berghella |
| 3     | BR Deutschland | Franz Brozozowski Erich Schropp     |

## Medaillenspiegel Tischtennis
| Medaillenspiegel Tischtennis | Medaillenspiegel Tischtennis | Medaillenspiegel Tischtennis | Medaillenspiegel Tischtennis | Medaillenspiegel Tischtennis | Medaillenspiegel Tischtennis |
| Platz                        | Land                         | G                            | S                            | B                            | Gesamt                       |
| ---------------------------- | ---------------------------- | ---------------------------- | ---------------------------- | ---------------------------- | ---------------------------- |
| 1                            | Israel                       | 4                            | 1                            | 4                            | 9                            |
| 2                            | Vereinigtes Königreich       | 3                            | 4                            | 3                            | 10                           |
| 3                            | BR Deutschland               | 2                            | 2                            | 1                            | 5                            |
| 4                            | Niederlande                  | 2                            | 1                            | −                            | 3                            |
| 5                            | Österreich                   | 2                            | −                            | 2                            | 4                            |
| 6                            | Schweden                     | 1                            | 1                            | −                            | 2                            |
| 7                            | Vereinigte Staaten           | 1                            | −                            | 4                            | 5                            |
| 8                            | Belgien                      | −                            | 2                            | 2                            | 4                            |
| 9                            | Norwegen                     | −                            | 2                            | −                            | 2                            |
| 10                           | Irland                       | −                            | 1                            | 3                            | 4                            |
| 11                           | Australien                   | −                            | 1                            | −                            | 1                            |
| 12                           | Italien                      | −                            | −                            | 6                            | 6                            |
| 13                           | Schweiz                      | −                            | −                            | 2                            | 2                            |
| 14                           | Südafrika                    | −                            | −                            | 1                            | 1                            |
| 14                           | Rhodesien                    | −                            | −                            | 1                            | 1                            |